# Chiềng Hoa
Chiềng Hoa là một xã thuộc huyện Mường La, tỉnh Sơn La, Việt Nam.
Xã Chiềng Hoa có diện tích 71,03 km², dân số năm 1999 là 5085 người, mật độ dân số đạt 72 người/km².